# Antoni Mestre Salas
Antoni Mestre Salas va ser un aviador militar mallorquí. Participà en la Guerra Civil Espanyola en el bàndol nacional i col·laborà amb l'aviació italiana a Mallorca sota les ordres de Leone Gallo. Fou ascendit a sergent el 1937 i destinat a la base de Pollença, Mallorca. El 1962 ascendí a capità. També publicà diversos articles al diari Baleares com Memòria Civil i Mallorca en guerra.